# Seminars in Radiation Oncology
Seminars in Radiation Oncology is een internationaal, aan collegiale toetsing onderworpen wetenschappelijk tijdschrift op het gebied van de oncologie, radiologie, en de nucleaire geneeskunde. De naam wordt in literatuurverwijzingen meestal afgekort tot Semin. Radiat. Oncol. Het wordt uitgegeven door Elsevier en verschijnt 4 keer per jaar.